# 史蒂夫·费克
史蒂夫·费克（英語：Steve Feak，1984年8月1日—），外号Guinsoo，美国游戏设计师，曾经是《魔兽争霸III：冰封王座》的自定义地图《DotA：Allstars》的设计者，现在是拳头公司旗下游戏英雄联盟的一名游戏设计师。

## 人物经历
史蒂夫·费克开始是《魔兽争霸III》业余的地图设计师，2004年3月和2005年3月成为《DotA：Allstars》的主要维护者。原作者放弃更新地图后，费克开始更新地图，并在地图上添加原创内容，包括新的英雄，BOSS肉山，后《Dota：Allstars》成为《DotA》所有地图中最流行的版本。 史蒂夫·费克称他开始更新《Allstars》时并没有想到该版本会成为最流行的版本
史蒂夫·费克使用Battle.net的一个聊天频道并让该频道成为《DotA》玩家聚集的地方，但当时《DotA：Allstars》并没有讨论和托管的官方网站。后来《DotA：Allstars》的一支战队提出要建立一个专门的网站。因此，一个新的网站是由Steve Mescon（外号“Pendragon”）建成。后史蒂夫·费克主要做地图的优化。在5.84b版本他放弃了维护地图，而Neichus和冰蛙则继续更新地图。几年后，史蒂夫·费克成为拳头公司旗下游戏《英雄联盟》的主设计师之一，为该游戏创造超过20个英雄。